# Kuniko Inoguchi

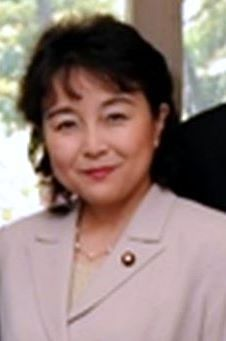
Kuniko Inoguchi

Kuniko Inoguchi (jap. 猪口 邦子 Inoguchi Kuniko; * 3. Mai 1952 in Ichikawa, Chiba) ist eine japanische Politikerin (Liberaldemokratische Partei, Asō-Faktion) und seit 2010 Senatorin für Chiba. Von 2005 bis 2009 war sie Abgeordnete im Unterhaus für den Verhältniswahlblock Tokio, von 2005 bis 2006 Ministerin für Geburtenrückgang und Geschlechtergleichstellung.
Sie studierte an der Sophia-Universität. Danach war sie Hochschullehrerin und Professorin der Rechtswissenschaften an dieser Universität. Dazwischen studierte sie an der Yale University.
Im Jahr 2004 wechselte sie in die Politik und übernahm zunächst eine Funktion in der Japan Association for International Relations. Von 2005 bis 2006 war sie Staatsministerin für Geschlechtergleichstellung und Geburtenrückgang im 3. Kabinett Koizumi.
Seit der Wahl 2010 vertritt Inoguchi als LDP-Kandidatin ihre Heimatpräfektur Chiba (Dreimandatswahlkreis) im Senat. 2010 erhielt sie den zweithöchsten Stimmenanteil hinter dem Demokraten Hiroyuki Konishi, während der zweite LDP-Kandidat, Amtsinhaber Kazuyasu Shiina auf Platz fünf abgewählt wurde; 2016 erhielt sie den höchsten Stimmenanteil vor Taichirō Motoe (LDP), 2022 den zweithöchsten hinter Neuling Shōichi Usui (LDP), vorher Präfekturparlamentsabgeordneter.
Im Senat führte Inoguchi von 2012 bis 2013 den Sonderausschuss für Okinawa und die „Nördlichen Territorien“.
Kuniko Inoguchi ist mit dem Professor Takashi Inoguchi verheiratet und hat zwei Töchter.